# Heizkraftwerk Aubrugg
Das Heizkraftwerk Aubrugg ist ein Heizwerk im Norden von Zürich. Es ist von weitem sichtbar durch seinen 105 Meter hohen Kamin,  das zweithöchste Bauwerk in Zürich. Das Kraftwerk steht im Autobahndreieck Zürich Ost.
Es wurde vom Architekten Pierre Zoelly und dem Ingenieurbüro Basler & Hofmann entworfen und 1977 vom Kanton Zürich in Betrieb genommen. Es besitzt zwei Kessel à 80 MW Leistung, die mit Öl oder Gas befeuert werden können sowie drei kleinere Einheiten von je 10 MW Leistung. Das Öl wird per Lastwagen geliefert, das Gas per Pipeline.
Das Kraftwerk deckt die Spitzenlast im Fernwärmenetz von Zürich ab. Am 5. Oktober 2010 wurde das während der Bauzeit von rund einem Jahr erstellte Holzheizkraftwerk zum ersten Mal befeuert. Die Erweiterung des 1977 in Betrieb genommenen Heizkraftwerkes ermöglicht die CO2-neutrale Produktion von 38'000 MWh Strom und 104'000 MWh Wärme pro Jahr.
Nachdem eine entsprechende Vorlage vom Stadtzürcher Stimmvolk gutgeheissen wurde, wurde die Anlage, nicht aber das Grundstück per 1. Januar 2005 vom Kanton der Stadt übertragen. Im Untergrund verläuft neben den Fernwärmeleitungen, die mitunter die ETH und das Universitätsspital versorgen, eine sechs Kilometer lange Stollenbahn zur Umformerstation Wässerwiese bei der Kantonsschule Rämibühl.